# Valdecuenca
Valdecuenca é um município da Espanha na província de Teruel, comunidade autónoma de Aragão. Tem 18,7 km² de área e em 2021 tinha 29 habitantes (densidade: 1,6 hab./km²).

## Demografia
| Variação demográfica do município entre 1991 e 2004 | Variação demográfica do município entre 1991 e 2004 | Variação demográfica do município entre 1991 e 2004 | Variação demográfica do município entre 1991 e 2004 |
| --------------------------------------------------- | --------------------------------------------------- | --------------------------------------------------- | --------------------------------------------------- |
| 1991                                                | 1996                                                | 2001                                                | 2004                                                |
| 49                                                  | 37                                                  | 32                                                  | 43                                                  |